# 青黴烷
青黴烷（英語：penams）是青霉素类抗生素的基本骨架，其结构為一β-內醯胺環接上飽和的五元環，而該五元環內有一個硫；青黴烷归为β-內醯胺類抗生素的下屬分類。
青霉素就是一种青霉烷，青霉烷類的名称也是由青霉素而來。

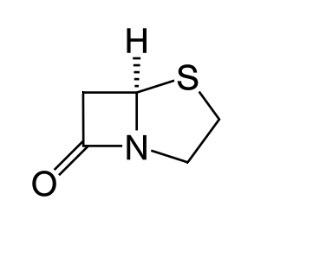
青霉烷的键线式
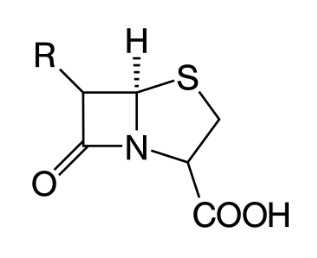
青霉烷类常见的共同键线式
青黴素G是青黴烷類抗生素，可見其主鏈上的β-內醯胺環、含硫的五元環